# 福岡市交通局2000系電車
福岡市交通局2000系電車（ふくおかしこうつうきょく2000けいでんしゃ）は、福岡市交通局（福岡市地下鉄）空港線・箱崎線用の通勤形電車である。

## 概要
1993年（平成5年）3月3日の空港線博多駅 - 福岡空港駅間の開業に備えて、1992年（平成4年）から導入された。
1000系の登場後12年が経過し技術革新が進んだことから、快適性向上、省エネルギー、保守の省力化を目的とした新技術が取り入れられている。
製造は近畿車輛、川崎重工業、日本車輌製造が担当した。1992年（平成4年）に19編成- 21編成の3編成（近畿車輛製）、1995年3月10日改正の運用増加分として1994年（平成6年）に22編成、1997年（平成9年)に同年から開始される1000系のリニューアル工事による予備車確保として23編成（川崎重工業製）、1998年3月20日改正の運用増加分として1998年（平成10年）に24編成（日本車輌製造製）、計6編成36両が製造された。
編成番号は1000N系の続き番号とし、製造順に19 - 24の番号が与えられている。

## 車両概説

### 車体
車体は1000系のセミステンレス構造とは異なり、骨組みも含めてステンレス製としたオールステンレス構造である。車体配色も1000系と共通の無塗装に白と青のストライプであるが、1994年（平成6年）以降に製造された増備車はストライプの配色が青・白・青の3本線に変更された。車体寸法は1000系と同一で、全長20m（先頭車は20.5m）、片側4扉である。扉間の窓は固定式の1枚大窓となり、窓中央部分の柱がなくなった。
先頭部は1000系に比べてやや丸みを帯びた形状で、前照灯と尾灯は角型の横一列配置に改められた。地下鉄車両であるため、非常用扉が設置されている。ステンレス車体の電車では工作の容易化のため前頭部は普通鋼製となることが多いが、本系列では前頭部がステンレスで造形されている。運転室側壁には交通局のシンボルマークの「f」と「SERIES 2000」のロゴが配されている。
行先表示器は最初に製造された3編成は字幕式であったが、増備車はLED式とされた。

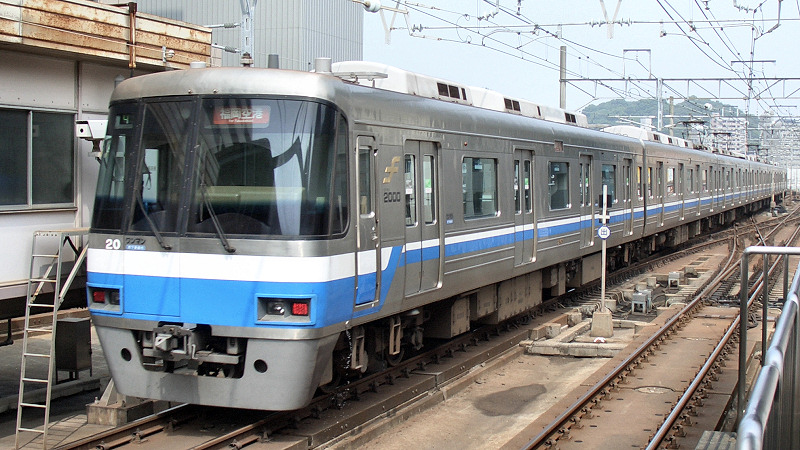
字幕式の方向幕を装備する2000系20編成（2008年8月 姪浜駅）
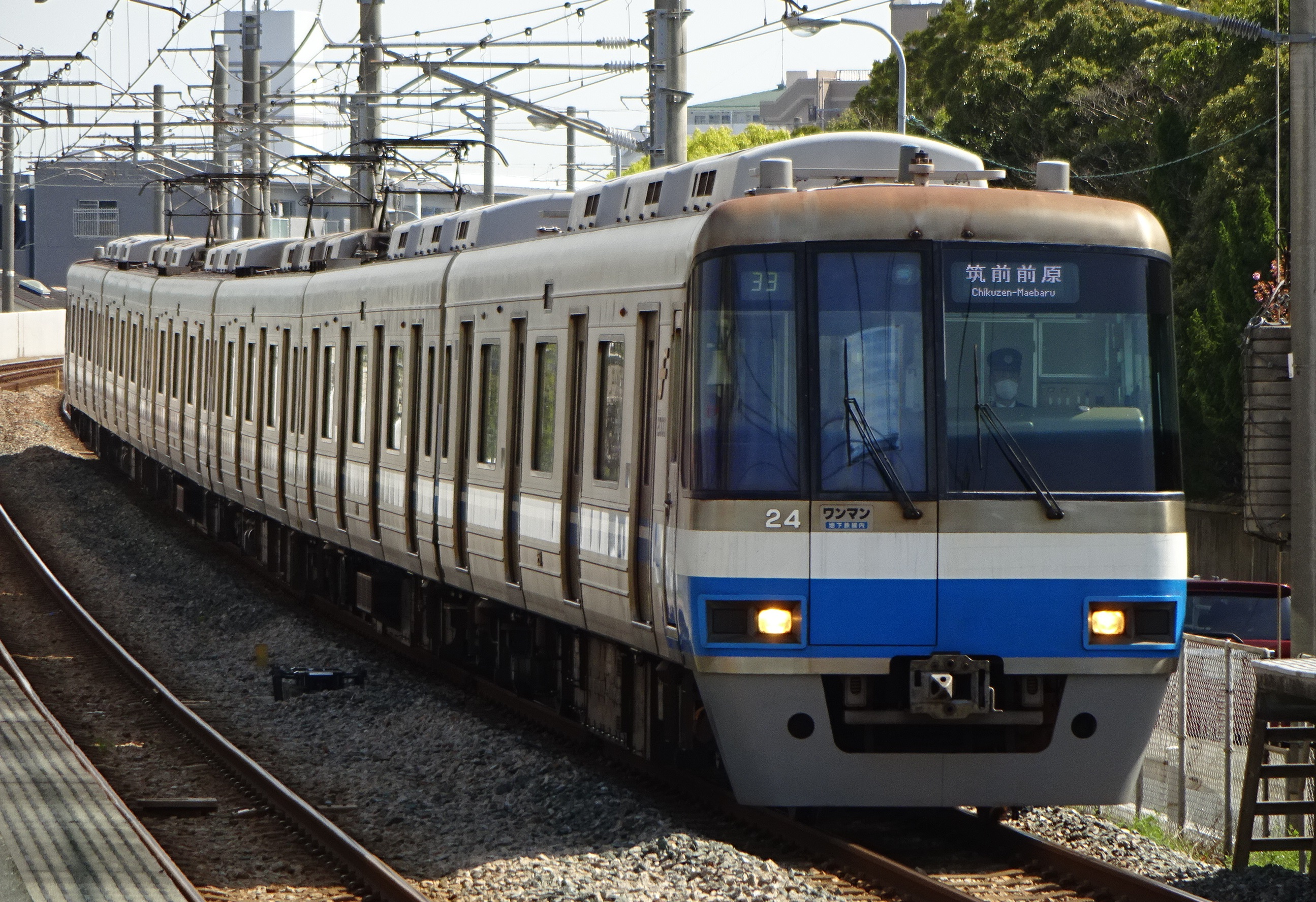
行先表示器更新後の2000系24編成（2014年3月 下山門駅）

### 内装
座席はすべてロングシートで、緑色モケットを張ったバケットシートが採用されている。内装材は1000系と異なり、ベージュ系の内装である。1000系の装備に加え、車内案内表示装置・ドア開閉チャイム・車椅子スペースを設置した。車内案内装置は第19編成～第23編成は液晶ディスプレイにより次駅名・行き先・乗り換え案内・駅シンボルマークを表示するものであったが、最終増備の第24編成ではLED式となった。第19編成 - 第23編成は装置の劣化が進み、2000年（平成12年）頃から2002年（平成14年）頃に第24編成に設置されたものと同じLED式に交換された。現在1000系に設置されているものと異なり、路線図内の駅名や矢印も点灯・点滅する仕様となっている。2012年10月ごろから24編成を除いて、筑肥線走行時もLED部分のみ表示されるようになった。

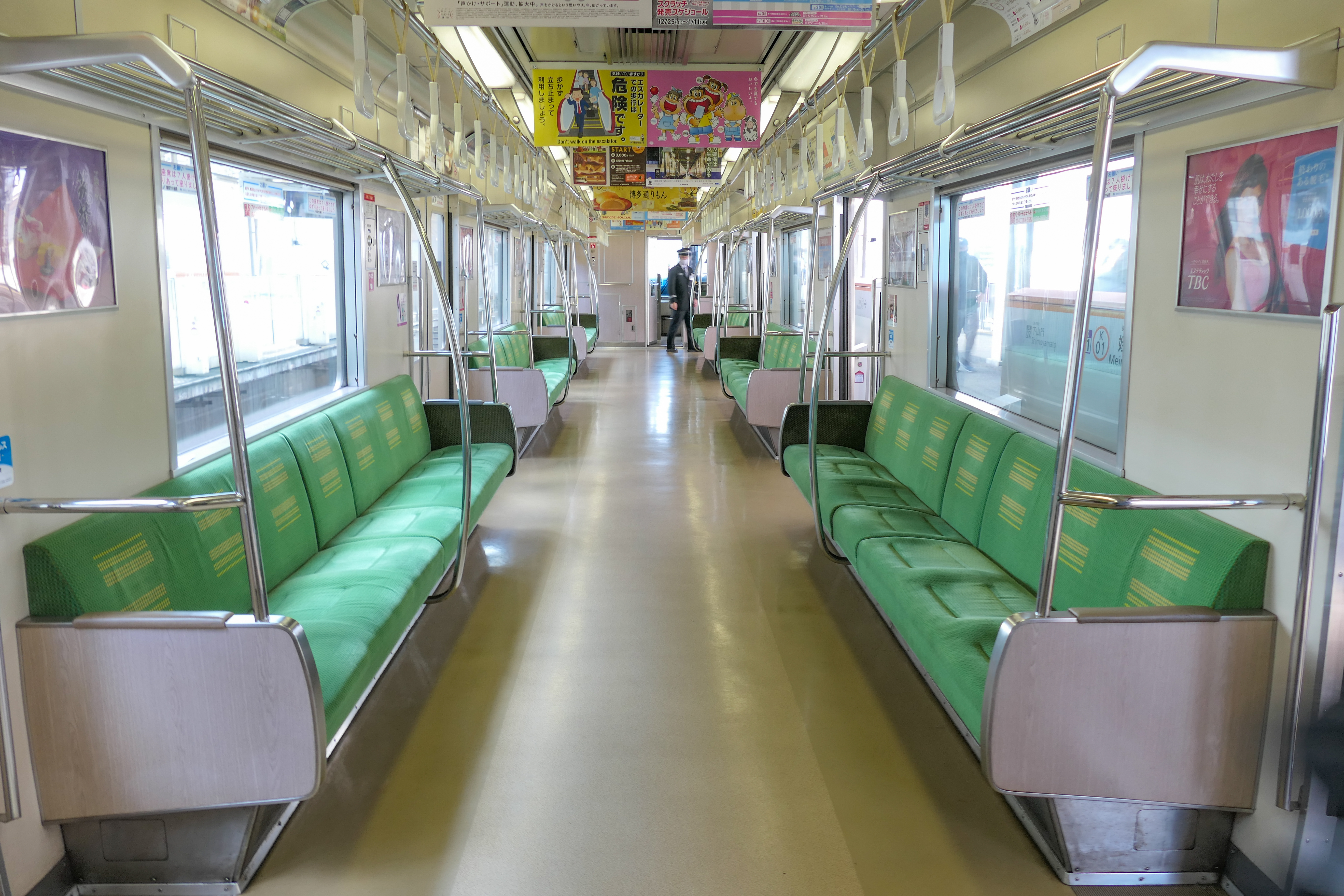
車内
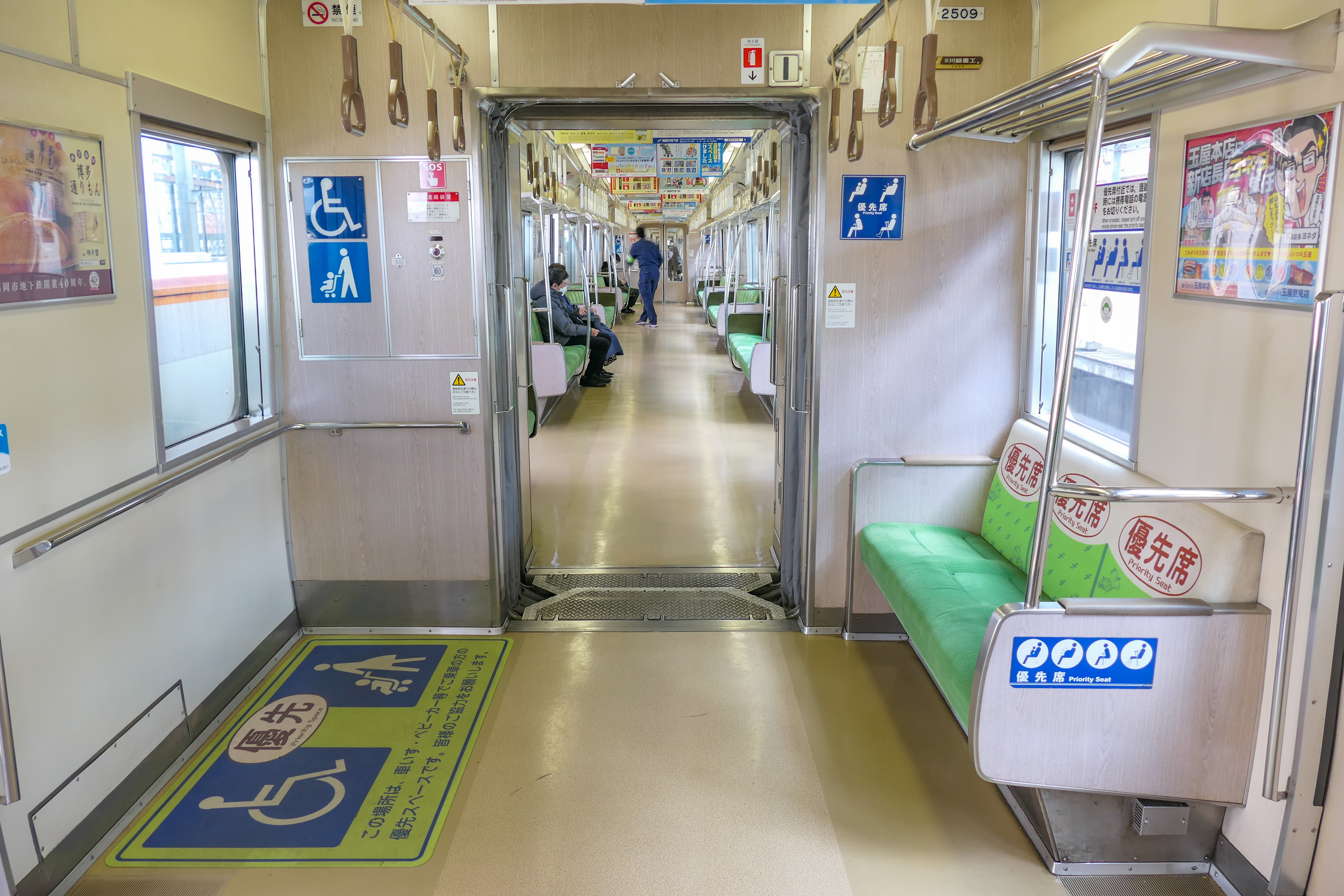
優先席と車椅子スペース
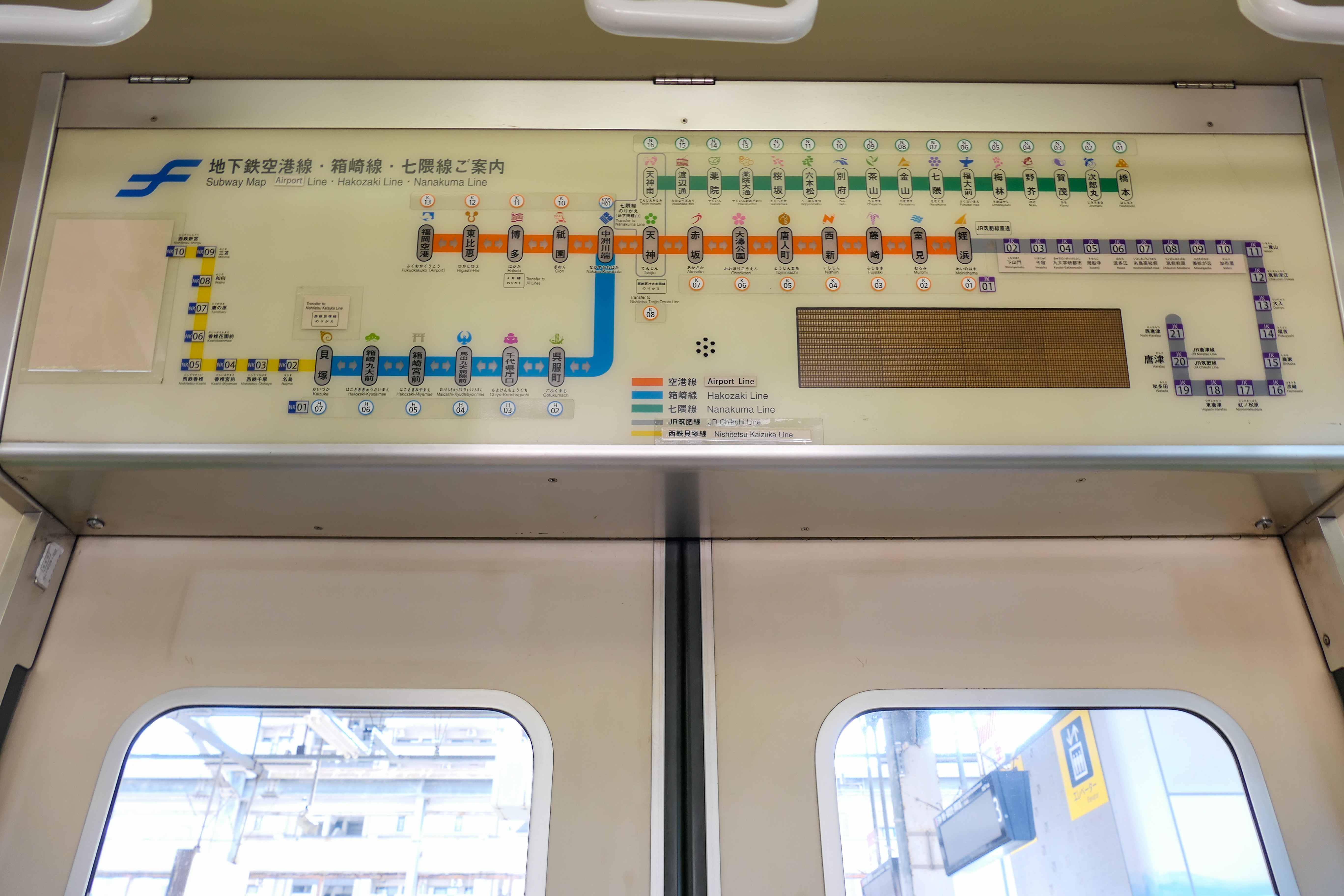
LED式の車内案内装置

### 機器類
台車はボルスタレス空気ばね、SUミンデン式軸箱支持方式の住友金属工業製SS-131（局形式FDT-2、電動車用）、SS-031A・SS-031B（局形式FTR-2A・FTR-2B、制御車用）を装着する。
制御装置は1000系の電機子チョッパ制御に代わりGTOサイリスタ素子(4500V/4000A）によるVVVFインバータ制御となった。その後1998年（平成10年）に製造された第24編成は素子がIGBT（2000V/375A）とされた。架線式であることから集電装置は下枠交差式パンタグラフである。
運転装置としては1000系と同様のATOを備え、空港線・箱崎線ではワンマン運転が実施されている。筑肥線内は手動運転で車掌が乗務していたため、手動運転用のワンハンドルマスコン、ATS-SK、車掌スイッチなど車掌用機器も備えている。
冷房装置は集約分散式ユニットクーラ3台を搭載する。
ワンマン運転時のドアの開閉は運転台のドアスイッチで行う。当初は地下鉄用のスイッチのみであったが、2021年3月13日からの姪浜駅 - 筑前前原駅間の手動ワンマン運転化およびホームドアの運用開始に対応するため、JR用のスイッチが別に設置された（1000系およびJR九州303系・305系も同様）。警笛は空気笛のAW-9Sと、電子笛を装備している。

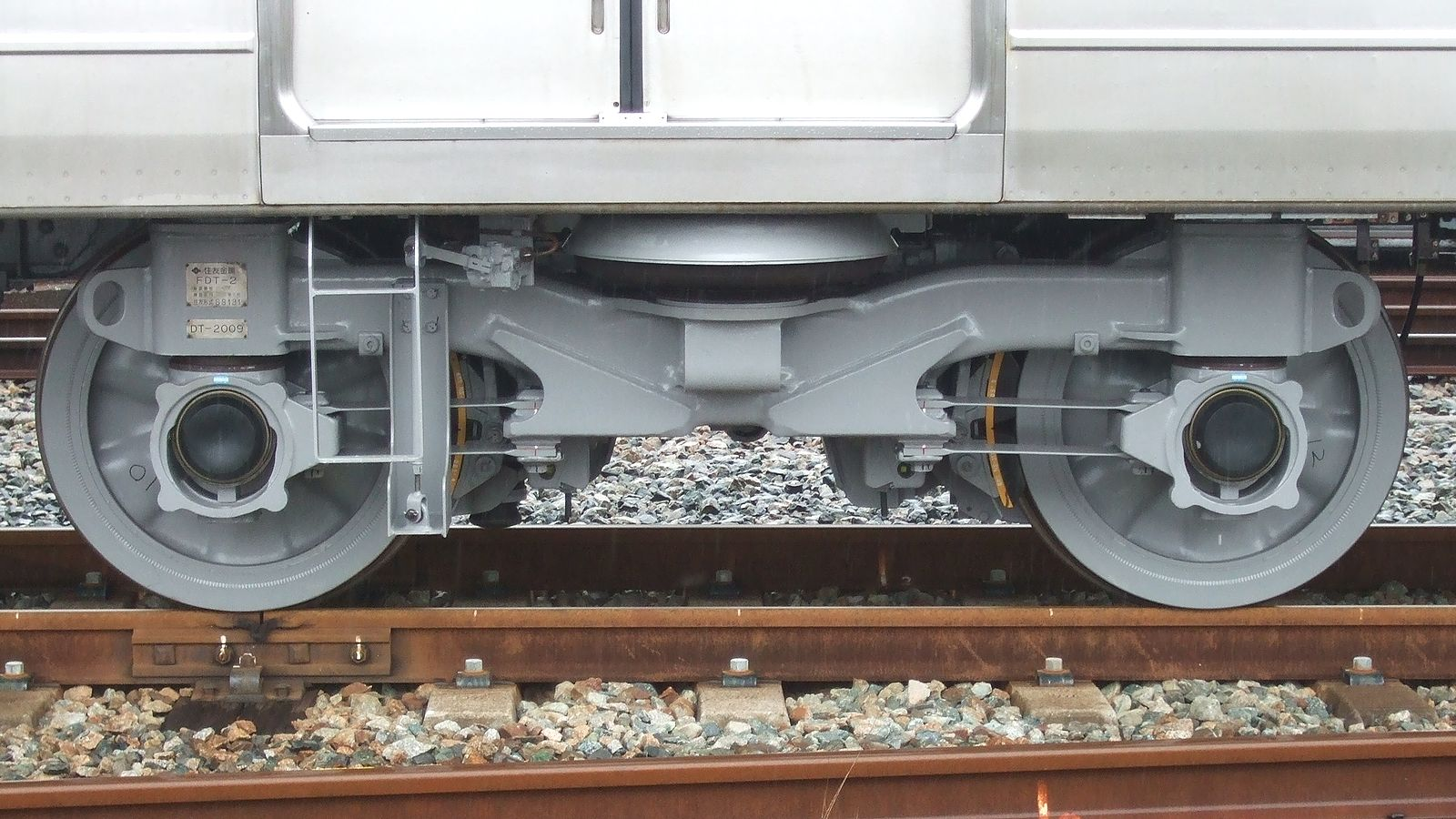
SS131台車（電動車）

## 編成
1000N系と同様に、先頭車を制御車 (Tc) 、中間車を電動車 (M) としたMT比4M2Tの6両編成を組む。下り（姪浜）側から2500形（奇数） - 2000形（奇数） - 2100形（奇数） - 2000形（偶数） - 2100形（偶数） - 2500形（偶数）の編成である。ユニットごとに車両番号の下2桁の数字は揃えられている。
|          | ← 筑前前原・姪浜貝塚・福岡空港 → |               |               |               |               |               |                |          |
| 号車     | 1                                | 2             | 3             | 4             | 5             | 6             |                |          |
| 型式     | 2500N形(奇数)                    | 2000N形(奇数) | 2100N形(奇数) | 2000N形(偶数) | 2100N形(偶数) | 2500N形(偶数) |                |          |
| 車種     | Tc                               | M1            | M'1           | M2            | M'2           | T'c           | 竣工日         | 車体製造 |
| 19編成   | 2501                             | 2001          | 2101          | 2002          | 2102          | 2502          | 1992年8月25日  | 近車     |
| 20編成   | 2503                             | 2003          | 2103          | 2004          | 2104          | 2504          | 1992年10月15日 | 近車     |
| 21編成   | 2505                             | 2005          | 2105          | 2006          | 2106          | 2506          | 1992年10月16日 | 近車     |
| 22編成   | 2507                             | 2007          | 2107          | 2008          | 2108          | 2508          | 1994年11月4日  | 川重     |
| 23編成   | 2509                             | 2009          | 2109          | 2010          | 2110          | 2510          | 1997年3月14日  | 川重     |
| 24編成   | 2511                             | 2011          | 2111          | 2012          | 2112          | 2512          | 1998年2月13日  | 日車     |
| 搭載機器 | ATC/ATO                          | VVVF          | SIV/CP        | VVVF          | SIV/CP        | ATC           |                |          |
| 備考     |                                  |               |               | 弱冷房車      |               |               |                |          |
| 自重     | 28.9t                            | 34.2t         | 33.6t         | 34.1t         | 33.7t         | 29.0t         |                |          |
| 定員     | 135                              | 146           | 146           | 146           | 146           | 135           |                |          |

## リニューアル
初期車の製造から20年以上が経過したため、2015年末から順次リニューアル工事を実施することとなり、まず座席・表示機器を更新した最初の編成が2015年12月21日より運行を開始した。主な改造内容は以下の通り。
- 座席を1人ずつに区分けしたバケットシートに変更し、表地の色を明るいグリーンに変更[3]。
- 座席の中間部分にスタンションポールを追加[3]
- 行先表示器を方向幕や3色LED方式から、日英中韓4言語表示のフルカラーLED[注釈 2]へ交換[3]。表示スタイルは幕式のものに近いものとなっており、駅番号も併記している[注釈 3]。車体側面の表示器には始発駅に限り、福岡空港行きの場合は下段に「天神・博多方面[注釈 4]に行きます」と、貝塚行きの場合は下段に「博多・福岡空港方面には行きません」と表示される。なお、このリニューアルによって、幕式表示器を装備した車両は福岡市交通局から消滅した。

その後、主回路装置や補助電源装置の床下機器や内装を中心にリニューアルを行い、全てのリニューアル工事を終えた2000N系が2021年1月7日より運行を開始した。
- 主に主回路装置に関してはSiCハイブリッドモジュール採用のIGBT素子を使用したものへ更新されている。従来と同じく日立製作所製。
- 補助電源装置は東洋電機製造製のIGBT素子を使用した静止形インバータ（SIV）に更新[5]。
- 内装に関しては液晶式車内案内表示装置の更新や扉開閉表示灯、スピーカーの新設、客室床・客室壁の更新、優先スペース部の移設、二段手すりの設置、つり革の増設・更新が行われている[4]。外装は車体側面上部にカラー帯及び号車表示ステッカーの追加、前照灯のLED化が行われている[4]。
- ドアチャイムの変更
- 開扉時の盲動鈴鳴動機能追加（チャイム音は新幹線700系電車（後期型）・新幹線N700系電車と同じ）

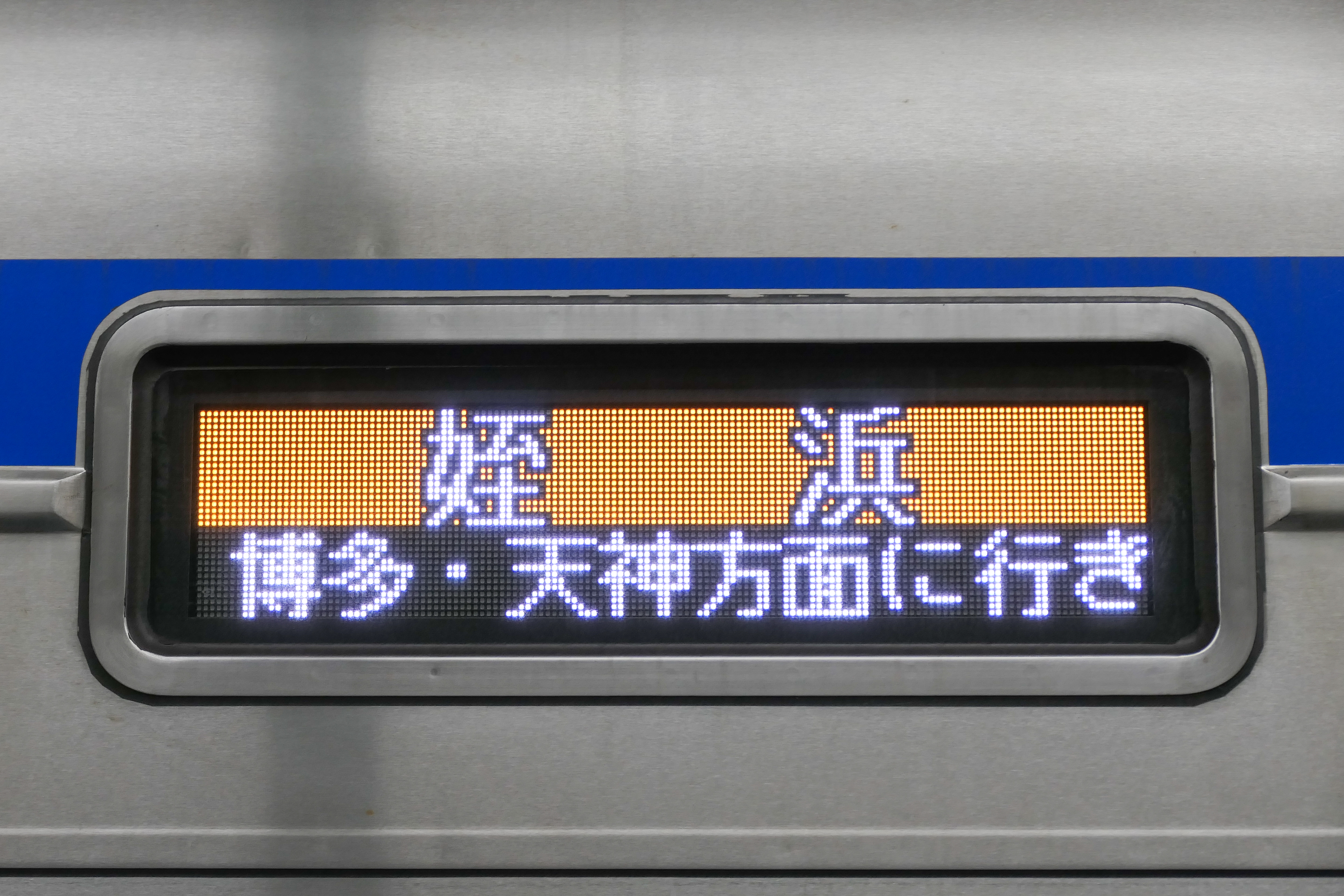
フルカラーLED式の行先表示器
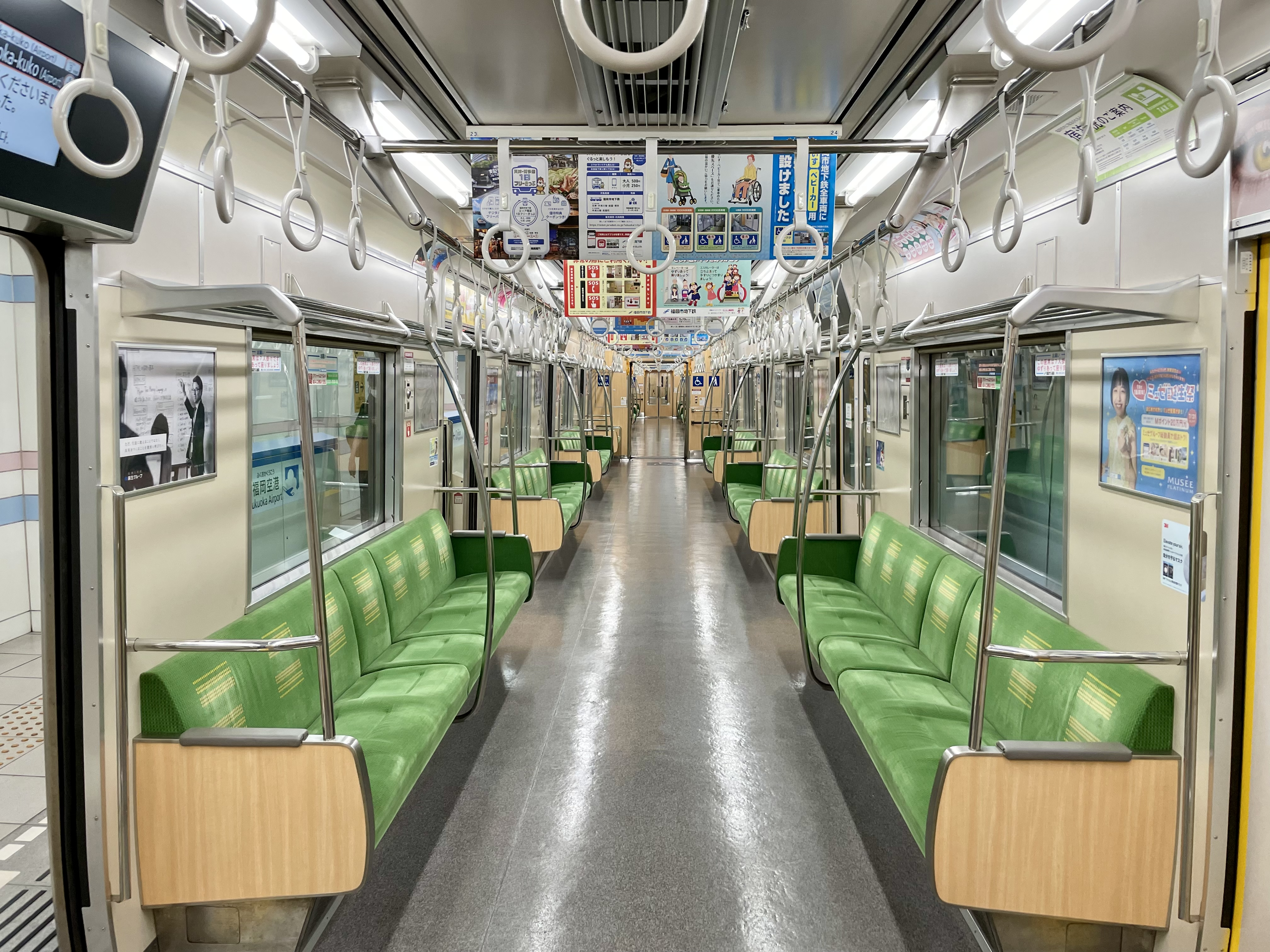
リニューアル後の車内
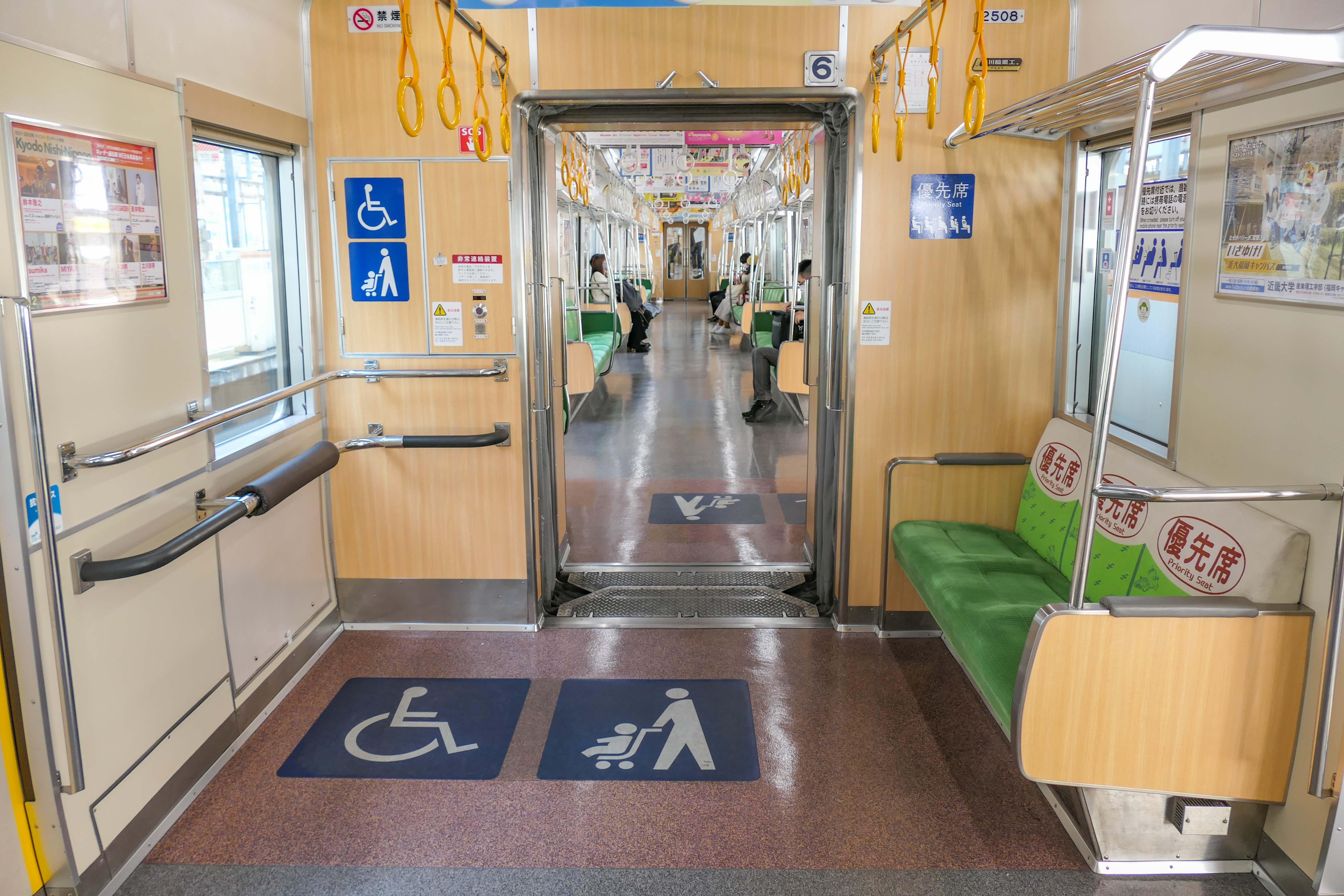
リニューアル後の優先席と車椅子スペース
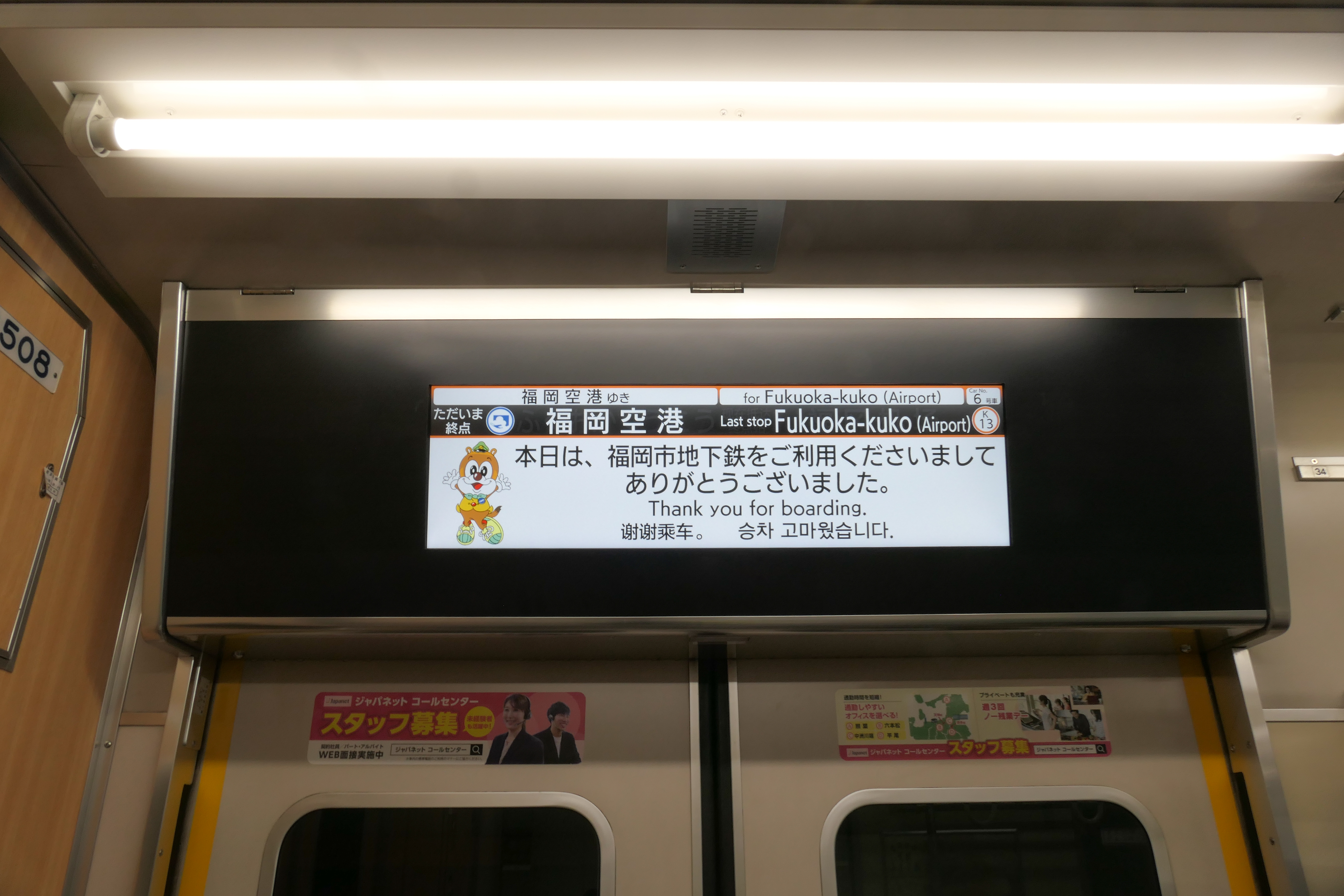
液晶式の車内案内表示機

## 運用
全編成が姪浜車両基地に所属し、1000N系・4000系と同様、空港線・箱崎線全線および筑肥線姪浜 - 筑前前原間で使用されている。